# Benedek Éles
Benedek Éles (* 6. September 1999 in Veszprém) ist ein ungarischer Handballspieler.

## Karriere
Benedek Éles begann das Handballspielen bei KC Veszprém und spielte ab 2016 für Veszprémi KSE, wo sein Vater als Trainer agierte. 2020 stieg er mit dem Verein in die 1. Liga auf und 2022 standen sie im Finale des ungarischen Pokals, verloren aber gegen seinen alten Verein KC Veszprém. Dadurch konnten sie sich für die EHF European League 2022/23 qualifizieren. Hier schieden sie bereits in der Gruppenphase aus. Benedek Éles erzielte in diesen 10 Spielen 63 Tore. Im Sommer 2023 wechselte er zum deutschen Erstligaabsteiger GWD Minden. In seiner ersten Saison zog er sich eine Kreuzbandverletzung zu. Nachdem Éles am achten Spieltag der Saison 2024/25 sein Comeback gegeben hatte, verließ er im November 2024 GWD Minden. Darauf kehrte er nach Ungarn zurück und steht im Kader von Tatabánya KC.
Er stand im erweiterten Kader für die Europameisterschaft 2022, wurde jedoch nicht für den engeren Kader nominiert.

## Privat
Sein Vater ist der ehemalige Nationalspieler József Éles.